# Patrick Née
 (septembre 2020).
Si vous disposez d'ouvrages ou d'articles de référence ou si vous connaissez des sites web de qualité traitant du thème abordé ici, merci de compléter l'article en donnant les références utiles à sa vérifiabilité et en les liant à la section « Notes et références ».
Patrick Née, né le 16 décembre 1954 à Tours, est un essayiste, critique de poésie et professeur émérite des universités.

## Biographie
Né à Tours en décembre 1954, agrégé de lettres modernes en 1978, docteur en 1986 avec une thèse sur Le Sens de la continuité dans l’œuvre de René Char, Patrick Née a enseigné comme maître de conférences à l’université de Versailles-Saint-Quentin-en-Yvelines, puis à partir de 2000 comme professeur à l’université de Poitiers, où il a dirigé l’équipe « Histoire et poétique des genres ». Il est actuellement professeur émérite des universités.

## Œuvre
Ses travaux portent essentiellement sur la poésie des XIXe, XXe et XXIe siècles.
Une part importante de son activité a été consacrée à l’œuvre de René Char, depuis la thèse jusqu’à la publication partielle dont celle-ci a fait l’objet lors du centenaire de sa naissance en 2007, René Char, une poétique du Retour, ou la codirection de plusieurs collectifs dont le Dictionnaire René Char en 2015. Il a aussi publié sur André Breton (Lire Nadja), Philippe Jaccottet (A la lumière d'Ici) et Lorand Gaspar (Une poétique du vivant).
C’est cependant à l’œuvre d’Yves Bonnefoy qu’est allé l’essentiel de ses recherches. Neuf essais lui ont été consacrés, depuis Poétique du lieu dans l’œuvre d’Yves Bonnefoy ou Moïse sauvé en 1999 aux Presses Universitaires de France, jusqu’aux deux ouvrages parus chez Hermann et Garnier l'année du centenaire du poète en 2023 – en passant par le double essai situé au cœur de son travail interprétatif, Yves Bonnefoy penseur de l’image ou les Travaux de Zeuxis chez Gallimard et Zeuxis auto-analyste. Inconscient et création chez Yves Bonnefoy, tous deux parus en 2006. Il s'agit, dans l'essai Gallimard, de rendre compte d'une « économie imaginale où se déploie une dialectique de la mimésis par laquelle il est possible d'échapper à la double illusion héritée de la querelle byzantine des images : le conflit véritable n'est pas entre iconophilie et iconoclastie, bien plutôt il oppose représentation et présence dans l'image elle-même. »; la pensée du poète se trouve confrontée à plusieurs des grands domaines du savoir (théologie, iconologie, mythographie, psychanalyse) comme le souligne François Trémolières dans l'Encycopedia Universalis. Quant aux interprétations du Zeuxis auto-analyste, elles se voient complétées par les Pensées sur la scène primitive, dont le fondateur de la textanalyse Jean Bellemin-Noël souligne la "compétence en psychanalyse", et Patrick Kéchichian la "pertinence" dans l'étude du rapport critique à l'auto-analyse pratiquée par le poète dans ses Deux scènes et notes conjointes de 2009. L'enquête s'achève en 2023 dans Yves Bonnefoy, l'inconscient à l'oeuvre (sous-titré Zeuxis auto-analyste II), qui envisage la progression de cette auto-analyse jusqu'à L'Écharpe rouge, oeuvre ultime du poète. Enfin, les notions qui organisent sa pensée critique et poétique (déjà envisagées d'un point de vue plus spéculatif dans Rhétorique profonde d'Yves Bonnefoy en 2004) se trouve rassemblées dans Yves Bonnefoy, critique et poésie, de 2023 également.
S’y ajoutent plus d'une quarantaine d'articles et quatre collectifs (dont les actes de l’important colloque de Cerisy-la-Salle de septembre 2006, Yves Bonnefoy, poésie, recherche et savoirs, et le no 150 de la revue Littérature consacré à sa Traduction et critique poétique en 2008). Il est enfin coéditeur des Œuvres poétiques d’Yves Bonnefoy, parues en 2023 chez Gallimard dans la « Bibliothèque de la Pléiade ».
Parmi ses autres articles, plusieurs portent sur le romantisme (ainsi Balzac, Nerval,Baudelaire, Gautier) et le post-romantisme (Mallarmé, Rimbaud), le surréalisme et alentours (entre autres Apollinaire, Aragon, Breton), le récit poétique, la poésie contemporaine et l’ultra-contemporain (en particulier Esther Tellermann, François Lallier et Michèle Finck.
Préoccupé par la question de l’Ailleurs, il lui « assigne un sens spécifique » depuis le romantisme, celui du « passage décisif de l’ailleurs prospectif […] à un ailleurs régressif, rétrospectif » ; loin de ce qui « pourrait relever de l'Ailleurs comme exotique », il y saisit « l'expérience intérieure, existentielle » d'un « double rapport à l'intensité du monde, à savoir la saisie immédiate d'un ici […] qu'approfondit la pensée désirante d'un là-bas ». Cela lui a fait réunir plusieurs de ses études sur les XIXe et XXe siècles dans L’Ailleurs en question en 2009, et publier la même année L’Ailleurs depuis le romantisme, colloque qu’il avait codirigé à Cerisy l’année précédente. Ces deux ouvrages « visent à conférer à une notion […] trop souvent associée aux évanescences du rêve […] une consistance épistémologique, ainsi qu’une valeur heuristique de premier plan » ; il s'agit d'une « réflexion qui apparaît dès aujourd'hui comme une contribution de premier plan à une histoire des imaginaires littéraires ».
Il a enfin orchestré deux collectifs sur le genre de l’essai – insuffisamment problématisé en France et en Europe –, genre qu’il n’a jamais cessé d’interroger chez les poètes qu’il a étudiés : Le Quatrième Genre : l’Essai en 2017, et Naissance de la critique littéraire et de la critique d’art dans l’essai en 2019.

## Ouvrages
- Lire Nadja d’André Breton, Paris, Bordas-Dunod, coll. « Lire », 1993, 182 p.  (ISBN 978-2-100-01623-5)
- Poétique du lieu dans l’œuvre d’Yves Bonnefoy ou Moïse sauvé, Paris, Presses Universitaires de France, coll. « Littératures modernes », 1999, 309 p.  (ISBN 978-2-130-49861-2)
- Rhétorique profonde d’Yves Bonnefoy, Paris, Hermann, coll. « Savoir Lettres », 2004, 183 p.  (ISBN 2-7056-6485-8)
- Yves Bonnefoy, Paris, ADPF/Ministère des Affaires étrangères, 2005, 127 p.  (ISBN 978-2-914-93559-3)
- Zeuxis auto-analyste. Inconscient et création chez Yves Bonnefoy, Bruxelles, La Lettre volée éd., 2006, 287 p.  (ISBN 2-87317-289-4)
- Yves Bonnefoy penseur de l’image, ou les Travaux de Zeuxis, Paris, Gallimard, 2006, 433 p.  (ISBN 2-07-077283-7)
- René Char, une poétique du Retour, Paris, Hermann, coll. « Savoir Lettres », 2007, 319 p.  (ISBN 978-2-7056-6676-7)
- Philippe Jaccottet. À la lumière d’Ici, Paris, Hermann, coll. « Savoir Lettres », 2008, 419 p.  (ISBN 978-2-7056-6762-7)
- L’Ailleurs en question. Essais sur la Littérature française des XIXe et XXe siècles, Paris, Hermann, coll. « Savoir Lettres », 2009, 303 p.  (ISBN 978-2-7056-6877-8)
- Pensées sur la « scène primitive ». Yves Bonnefoy lecteur de Jarry et Lely, Paris, Hermann, coll. « Savoir Lettres », 2009, 119 p.  (ISBN 978-2-705-66941-6)
- Bonnefoy. Du mouvement et de l’immobilité de Douve (avec Marie-Annick Gervais-Zaninger), Neuilly-sur-Seine, Atlande, 2015, 324 p.  (ISBN 978-2-35030-341-3)
- Lorand Gaspar. Une poétique du vivant, Paris, Hermann, coll. « Savoir Lettres », 2020, 430 p.  (ISBN 979-1-0370-0334-8)
- Yves Bonnefoy, critique et poésie, Paris, Hermann, 2023, 289 p.  (ISBN 979-1-0370-2245-5)
- Yves Bonnefoy, l'inconscient à l'oeuvre. Zeuxis auto-analyste II, Paris, Classiques Garnier, 2023, 272 p.  (ISBN 978-2-4061-5764-9)